# Adelaide International 1 2022
Adelaide International 1 2022 var den andra upplagan för herrar och tredje för damer av Adelaide International, en tennisturnering i Adelaide, Australien. Turneringen var en del av 250 Series på ATP-touren 2022 och WTA 500 på WTA-touren 2022 och spelades utomhus på hard court mellan den 3–9 januari 2022. En vecka senare hölls Adelaide International 2 2022, en ATP 250 Series och WTA 250-turnering.
Ashleigh Barty vann damsingeln och Gaël Monfils vann herrsingeln. Iga Świątek var regerande mästare i damsingeln och Andrej Rubljov var regerande mästare i herrsingeln från när herrarnas turnering senast hölls 2020. Ingen av spelarna lyckades försvara sin titel då Świątek förlorade mot Barty i semifinalen och Rubljov inte valde att deltaga detta år. Barty vann även damdubbeln, vilket var tredje gången hon vann både singeln och dubbeln i en turnering.

## Mästare

### Herrsingel
- Gaël Monfils besegrade  Karen Khatjanov, 6–4, 6–4

### Damsingel
- Ashleigh Barty besegrade  Jelena Rybakina 6–3, 6–2

### Herrdubbel
- Rohan Bopanna /  Ramkumar Ramanathan besegrade  Ivan Dodig /  Marcelo Melo 7–6(8–6), 6–1

### Damdubbel
- Ashleigh Barty /  Storm Sanders besegrade  Darija Jurak Schreiber /  Andreja Klepač 6–1, 6–4

## Poäng och prispengar

### Poängfördelning
| Gren        | Mästare | Final | Semifinal | Kvartsfinal | Åttondelsfinal | Sextondelsfinal | Kvalificerad till huvudturneringen | Kvalomgång 2 | Kvalomgång 1 |
| Herrsingel  | 250     | 150   | 90        | 45          | 20             | 0               | 12                                 | 6            | 0            |
| Herrdubbel* | 250     | 150   | 90        | 45          | 20             | 0               | i.u.                               | i.u.         | i.u.         |
| Damsingel   | 470     | 305   | 185       | 100         | 55             | 1               | 25                                 | 13           | 1            |
| Damdubbel*  | 470     | 305   | 185       | 100         | 1              | i.u.            | i.u.                               | i.u.         | i.u.         |

*per lag

### Prispengar
| Gren         | Mästare   | Final    | Semifinal | Kvartsfinal | Åttondelsfinal | Sextondelsfinal | Kvalomgång 2 | Kvalomgång 1 |
| Herrsingel   | 41 800 $  | 29 900 $ | 21 985 $  | 13 800 $    | 8 890 $        | 5 200 $         | 2 540 $      | 1 320 $      |
| Herrdubbel * | 18 700 $  | 10 570 $ | 6 100 $   | 4 320 $     | 2 540 $        | 1 520 $         | i.u.         | i.u.         |
| Damsingel    | 108 000 $ | 66 800 $ | 39 000 $  | 18 685 $    | 10 000 $       | 6 750 $         | 5 020 $      | 2 585 $      |
| Damdubbel *  | 36 200 $  | 22 000 $ | 12 500 $  | 6 500 $     | 3 900 $        | i.u.            | i.u.         | i.u.         |

*per lag

## Tävlande i herrsingeln

### Seedning
| Land      | Spelare          | Rank1 | Seedning |
| --------- | ---------------- | ----- | -------- |
| Frankrike | Gaël Monfils     | 21    | 1        |
| Ryssland  | Karen Khatjanov  | 29    | 2        |
| Kroatien  | Marin Čilić      | 30    | 3        |
| USA       | Frances Tiafoe   | 38    | 4        |
| Ungern    | Márton Fucsovics | 40    | 5        |
| USA       | Tommy Paul       | 43    | 6        |
| Serbien   | Laslo Djere      | 52    | 7        |
| Sydkorea  | Kwon Soon-woo    | 53    | 8        |

- 1 Rankingen är per den 27 december 2021.

### Övrig spelarinformation
Följande spelare fick ett wild card till turneringen:
- Alex Bolt[7]
- Thanasi Kokkinakis[7]
- Aleksandar Vukic

Följande spelare kvalificerade sig genom kvalturneringen:
- Francisco Cerúndolo
- Taro Daniel
- Egor Gerasimov
- Holger Rune

### Spelare som dragit sig ur
Innan turneringens start
- Ugo Humbert → ersatt av  Juan Manuel Cerúndolo
- Miomir Kecmanović → ersatt av  Mikael Ymer
- Sebastian Korda → ersatt av  Thiago Monteiro
- Arthur Rinderknech → ersatt av  Corentin Moutet

## Tävlande i herrdubbeln

### Seedning
| Land                    | Spelare           | Land       | Spelare            | Rank1 | Seedning |
| ----------------------- | ----------------- | ---------- | ------------------ | ----- | -------- |
| Kroatien                | Ivan Dodig        | Brasilien  | Marcelo Melo       | 41    | 1        |
| Belgien                 | Sander Gillé      | Belgien    | Joran Vliegen      | 56    | 2        |
| Uruguay                 | Ariel Behar       | Ecuador    | Gonzalo Escobar    | 80    | 3        |
| Bosnien och Hercegovina | Tomislav Brkić    | Mexiko     | Santiago González  | 82    | 4        |
| Australien              | Matthew Ebden     | Australien | John-Patrick Smith | 125   | 5        |
| Israel                  | Jonathan Erlich   | Sverige    | André Göransson    | 128   | 6        |
| Storbritannien          | Lloyd Glasspool   | Finland    | Harri Heliövaara   | 142   | 7        |
| USA                     | Nathaniel Lammons | USA        | Jackson Withrow    | 176   | 8        |

- 1 Rankingen är per den 27 december 2021.

### Övrig spelarinformation
Följande dubbelpar fick ett wild card till turneringen:
- Alex Bolt /  Thanasi Kokkinakis
- Aleksandar Vukic /  Edward Winter

### Spelare som dragit sig ur
Innan turneringens start
- Boris Arias /  Federico Zeballos → ersatt av  Daniel Altmaier /  Juan Pablo Varillas
- Andrea Arnaboldi /  Alessandro Giannessi → ersatt av  Gianluca Mager /  Lorenzo Musetti
- Rohan Bopanna /  Édouard Roger-Vasselin → ersatt av  Rohan Bopanna /  Ramkumar Ramanathan
- Benjamin Bonzi /  Arthur Rinderknech → ersatt av  Benjamin Bonzi /  Hugo Nys
- Evan King /  Alex Lawson → ersatt av  Alex Lawson /  Jiří Veselý
- Frederik Nielsen /  Mikael Ymer → ersatt av  Frederik Nielsen /  Treat Huey

## Tävlande i damsingeln

### Seedning
| Land       | Spelare         | Rank1 | Seedning |
| ---------- | --------------- | ----- | -------- |
| Australien | Ashleigh Barty  | 1     | 1        |
| Belarus    | Aryna Sabalenka | 2     | 2        |
| Grekland   | Maria Sakkari   | 6     | 3        |
| Spanien    | Paula Badosa    | 8     | 4        |
| Polen      | Iga Świątek     | 9     | 5        |
| USA        | Sofia Kenin     | 12    | 6        |
| Kazakstan  | Jelena Rybakina | 14    | 7        |
| Ukraina    | Elina Svitolina | 15    | 8        |

- 1 Rankingen är per den 27 december 2021.

### Övrig spelarinformation
Följande spelare fick ett wild card till turneringen:
- Priscilla Hon
- Storm Sanders[7]

Följande spelare kvalificerade sig genom kvalturneringen:
- Marie Bouzková
- Lucia Bronzetti
- Ulrikke Eikeri
- Maddison Inglis
- Despina Papamichail
- Daria Saville

### Spelare som dragit sig ur
Innan turneringens start
- Belinda Bencic → ersatt av  Kaja Juvan
- Ons Jabeur → ersatt av  Shelby Rogers
- Barbora Krejčíková → ersatt av  Ajla Tomljanović
- Garbiñe Muguruza → ersatt av  Kristína Kučová
- Jeļena Ostapenko → ersatt av  Misaki Doi
- Karolína Plíšková → ersatt av  Heather Watson

## Tävlande i damdubbeln

### Seedning
| Land     | Spelare                | Land      | Spelare        | Rank1 | Seedning |
| -------- | ---------------------- | --------- | -------------- | ----- | -------- |
| Japan    | Shuko Aoyama           | Japan     | Ena Shibahara  | 10    | 1        |
| Kanada   | Gabriela Dabrowski     | Mexiko    | Giuliana Olmos | 25    | 2        |
| Kroatien | Darija Jurak Schreiber | Slovenien | Andreja Klepač | 29    | 3        |
| USA      | Coco Gauff             | USA       | Caty McNally   | 40    | 4        |

- 1 Rankingen är per den 27 december 2021.

### Övrig spelarinformation
Följande dubbelpar fick ett wild card till turneringen:
- Priscilla Hon /  Charlotte Kempenaers-Pocz

### Spelare som dragit sig ur
Innan turneringens start
- Alexa Guarachi /  Nicole Melichar-Martinez → ersatt av  Sofia Kenin /  Nicole Melichar-Martinez
- Lyudmyla Kichenok /  Jeļena Ostapenko → ersatt av  Kateryna Bondarenko /  Lyudmyla Kichenok
- Desirae Krawczyk /  Bethanie Mattek-Sands → ersatt av  Ashleigh Barty /  Storm Sanders

Under turneringens gång
- Victoria Azarenka /  Paula Badosa
- Leylah Fernandez /  Erin Routliffe